# Seicercus burkii
El mosquitero de Burke (Seicercus burkii) es una especie de ave paseriforme de la familia Phylloscopidae propia del subcontinente indio. Anteriormente se clasificaba en la familia Sylviidae.

## Distribución y hábitat
El mosquitero de Burke es un pájaro migratorio que cría en el Himalaya, distribuido por Pakistán, Bután, el norte de la India y Nepal, y pasa el invierno en el este de la India y Bangladés. Su hábitat natural son los bosques húmedos tropicales y subtropicales.